# C/-43 K1
C/-43 K1 (sidus lulium lub Caesaris astrum) – kometa jednopojawieniowa, po raz pierwszy zaobserwowana z terytorium Chin 18 maja roku 44 p.n.e. Peryhelium osiągnęła 25 maja tamtego roku. Można ją było dostrzec gołym okiem, gdyż nawet za dnia osiągnęła jasność widomą -4m.